# Liste der Kulturdenkmäler in Insheim
In der Liste der Kulturdenkmäler in Insheim sind alle Kulturdenkmäler der rheinland-pfälzischen Ortsgemeinde Insheim aufgeführt. Grundlage ist die Denkmalliste des Landes Rheinland-Pfalz (Stand: 14. August 2023).

## Einzeldenkmäler
| Bezeichnung                         | Lage                                            | Baujahr                            | Beschreibung | Bild                           |
| ----------------------------------- | ----------------------------------------------- | ---------------------------------- | --- | ------------------------------ |
| Protestantische Pfarrkirche         | Friedhofstraße 1 Lage                           | 1518                               | barocker Saalbau, spätgotischer ehemaliger Chorturm, bezeichnet 1518                                                                                           | weitere Bilder Fotos hochladen |
| Grabmal                             | Friedhofstraße, bei Nr. 1 auf dem Kirchhof Lage | 1853                               | Grabmal für Adam Metzger, Pfarrer von Insheim, Dekan des Landkapitels Landau (1795–1853), Steinkreuz mit gotisierendem Dekor                                   | Fotos hochladen                |
| Toranlage                           | Hauptstraße, an Nr. 6 Lage                      | 1856                               | spätklassizistische Toranlage (Bild), bezeichnet 1856 (Bild)                                                                                                   | weitere Bilder Fotos hochladen |
| Wohnhaus                            | Hauptstraße 14 Lage                             | Ende des 18. Jahrhunderts          | spätbarockes Fachwerkhaus, teilweise massiv, Ende des 18. Jahrhunderts, Toranlage bezeichnet 1787 (Bild)                                                       | weitere Bilder Fotos hochladen |
| Rathaus                             | Hauptstraße 15 Lage                             | um 1600                            | eingeschossiger Krüppelwalmdachbau, im Kern um 1600, bezeichnet 1733 in Fachwerk neu errichtet                                                                 | weitere Bilder Fotos hochladen |
| Wohnhaus                            | Hauptstraße 18 Lage                             | 1741                               | eingeschossiges barockes Fachwerkhaus, Kniestock, bezeichnet 1741                                                                                              | Fotos hochladen                |
| Katholische Pfarrkirche St. Michael | Hauptstraße 72 Lage                             | 1912–14                            | zweischiffiger Gelbsandsteinbau, 1912–14, Architekt Albert Boßlet, Landau                                                                                      | weitere Bilder Fotos hochladen |
| Inschrifttafel                      | Kirchgasse, an Nr. 23 Lage                      | 1818                               | Inschrifttafel, bezeichnet 1818 | Fotos hochladen                |
| Katholisches Pfarrhaus              | Kirchgasse 25 Lage                              | 1748                               | ehemaliges katholisches Pfarrhaus; eingeschossiger barocker Krüppelwalmdachbau über Hochkeller, bezeichnet 1748, Gartenmauer mit gotisierender Pforte, um 1900 | Fotos hochladen                |
| Hofanlage                           | Zeppelinstraße 2 Lage                           | 1733                               | Vierseithof; barockes Fachwerkhaus, Torbogen bezeichnet 1733                                                                                                   | Fotos hochladen                |
| Hofanlage                           | Zeppelinstraße 6 Lage                           | zweite Hälfte des 18. Jahrhunderts | Hofanlage; spätbarockes Fachwerkhaus, teilweise massiv, Krüppelwalmdach, zweite Hälfte des 18. Jahrhunderts                                                    | Fotos hochladen                |
| Hofanlage                           | Zeppelinstraße 7 Lage                           | 1726                               | Hofanlage; barockes Fachwerkhaus, angeblich bezeichnet 1726, Torbau mit Fußgängerpforte bezeichnet 1851 (Bild)                                                 | weitere Bilder Fotos hochladen |
| Römerbrücke                         | südöstlich des Ortes am Klingbach Lage          | vor 1845                           | doppelbogige Konstruktion, vor 1845 | Fotos hochladen                |